# Oglasa fulviceps
Oglasa fulviceps är en fjärilsart som beskrevs av George Francis Hampson 1894. Oglasa fulviceps ingår i släktet Oglasa och familjen nattflyn. Inga underarter finns listade i Catalogue of Life.